# Johannes Hakenmüller

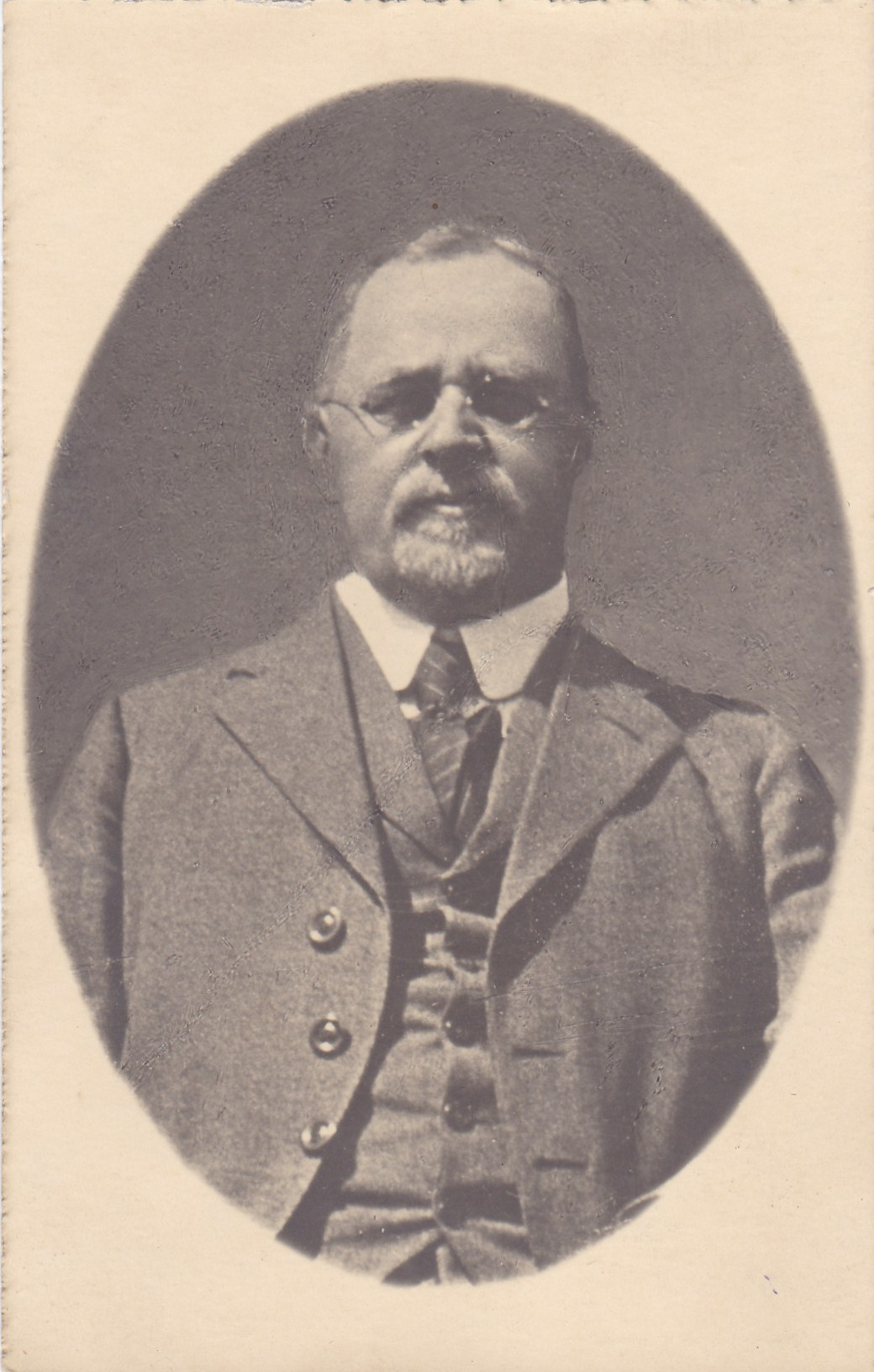
Johannes Hakenmüller, um 1900

Johannes Hakenmüller (* 10. September 1857 in Tailfingen; † 19. April 1917 ebenda) war ein deutscher Unternehmer in der Textilindustrie.

## Leben
Hakenmüller wuchs als Sohn des Schusters und Krämers Jakob Hakenmüller (1820–1877) und dessen erster Ehefrau Henrike Hakenmüller geb. Wizemann (1821–1870) mit vier Geschwistern in Tailfingen auf. Sein Großvater Konrad (1791–1865) hatte einen Gemischtwarenladen in der heutigen Marktstraße in Tailfingen unterhalten. Seine weiteren Vorväter waren entweder als Weber oder Schulmeister tätig (nachweislich ab 1630) und zogen um das Jahr 1700 von Ebingen nach Tailfingen.
Nach seinem Besuch der Fröbel-Schule und anschließend der Gewerbeschule in Ebingen machte er vom 1. Juli 1873 bis 7. Februar 1876 in Balingen eine kaufmännische Lehre und war vom 10. Mai 1876 bis 15. September 1877 bei einer Eisenwarenhandlung in Winnenden tätig. Vom 6. November 1877 bis 3. Oktober 1879 wurde er bei der 8. Kompagnie des 7. Württembergischen Infanterie-Regiments No.125 in Stuttgart zum Unteroffizier ausgebildet.

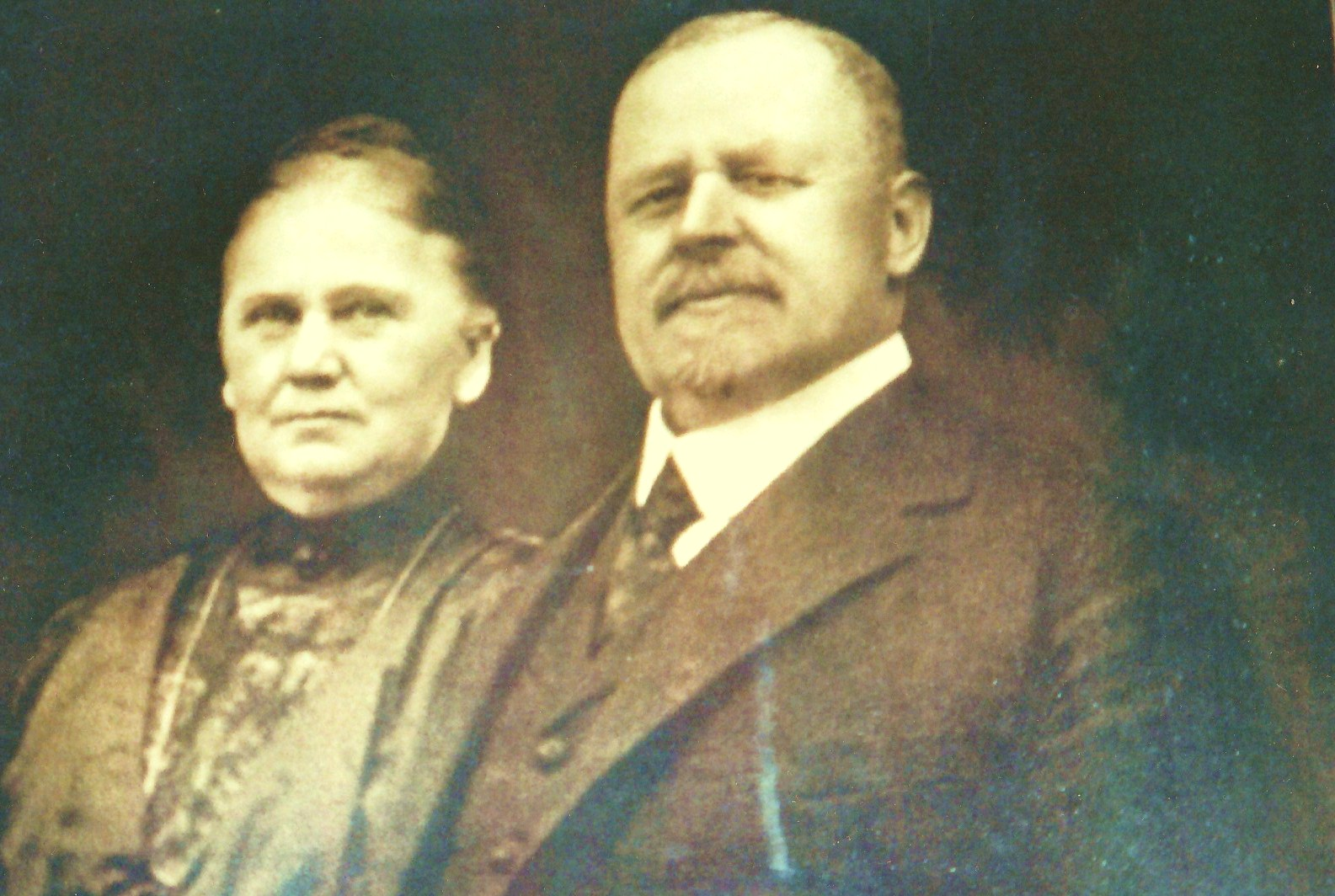
Johannes Hakenmüller und seine Frau Luise, geb. Krauß

Im Anschluss verdiente er bis August 1880 zunächst sein Geld bei der Firma Wilhelm Kauffmann in Aalen und danach im Außendienst als Reisender.
Am 3. Mai 1884 heiratete er Luise Maria Krauß (1855–1927), Witwe des Seifensieders Wilhelm Rieger und Tochter des Schreiners und Wirts der Gaststätte Waldhorn, Johannes Krauß (1803–1878).
Entgegen seinem ursprünglichen Vorhaben, mit Eisenwaren zu handeln, gründete er im Jahr 1884 gemeinsam mit Johannes Conzelmann und Jakob Bitzer die Firma J. Conzelmann & Compagnie mit einem Neubau an der Moltkestraße in Tailfingen. Die Produktion wurde zumeist aus Aufträgen der Textilunternehmer im nahe gelegenen Hohenzollern-Hechingen gespeist. Diese hatten für sich nach und nach mit Hilfe zinsfreundlicher Kredite der königlich württembergischen Zentralstelle für Handel und Gewerbe in Stuttgart Rundstühle erworben, welche vor allem die mechanischen Webstühle ablösten.
Zum 1. Dezember 1887 trennte sich Johannes Hakenmüller von seinen beiden Kompagnons, nachdem er laut Grundbuch-Eintrag am 10. Dezember 1887 als Wohn- und Produktionsstätte das Haus Nr. 501 an der damaligen Ebinger Straße erworben hatte.
Die Fabrikgebäude wurden von ihm nach Plänen des Tailfinger Werkmeisters Carl Ammann erweitert und das Wohnhaus durch den Oberamts-Werkmeister Carl Heinz aus Balingen grundlegend erneuert sowie mit einer neuklassizistischen Fassade versehen. Hierzu nahm Hakenmüller von Gottlieb Kern aus Onstmettingen im Juli 1889 einen Privatkredit von 4000 Mark und im April 1891 von weiteren 500 Mark auf, den er zusammen mit seiner Ehefrau Luise bis 4. Februar 1893 zurückgezahlt hatte.
„Die Notwendigkeit eines eigenen Bankinstituts am Platze war von vielen bisher schon erkannt worden. Der unmittelbare Anstoß für die Gründung der ‚Gewerbebank Thailfingen‘ ging indes vom Kaufmann Johannes Hakenmüller aus[...] Er wurde in der Gründungsversammlung am 23. März 1885 zum Vorsitzenden des Aufsichtsrats gewählt.“
Hakenmüller war nach Salome Blickle, Inhaberin der Tailfinger Textilfabrik Balthasar Blickles Witwe, der zweite, der sich nicht mehr als Lohnunternehmer sah, sondern als eigenständiger Textilfabrikant. Daher begann er spätestens im Jahr 1887 im Erdgeschoss seines bis 1900 grundlegend umgebauten Hauses an der damaligen Staatsstraße (der heutigen Goethestraße) gemeinsam mit seiner Ehefrau Luise per Hand Stoff an den noch mechanisch in Drehung zu setzenden Maschinen herzustellen.

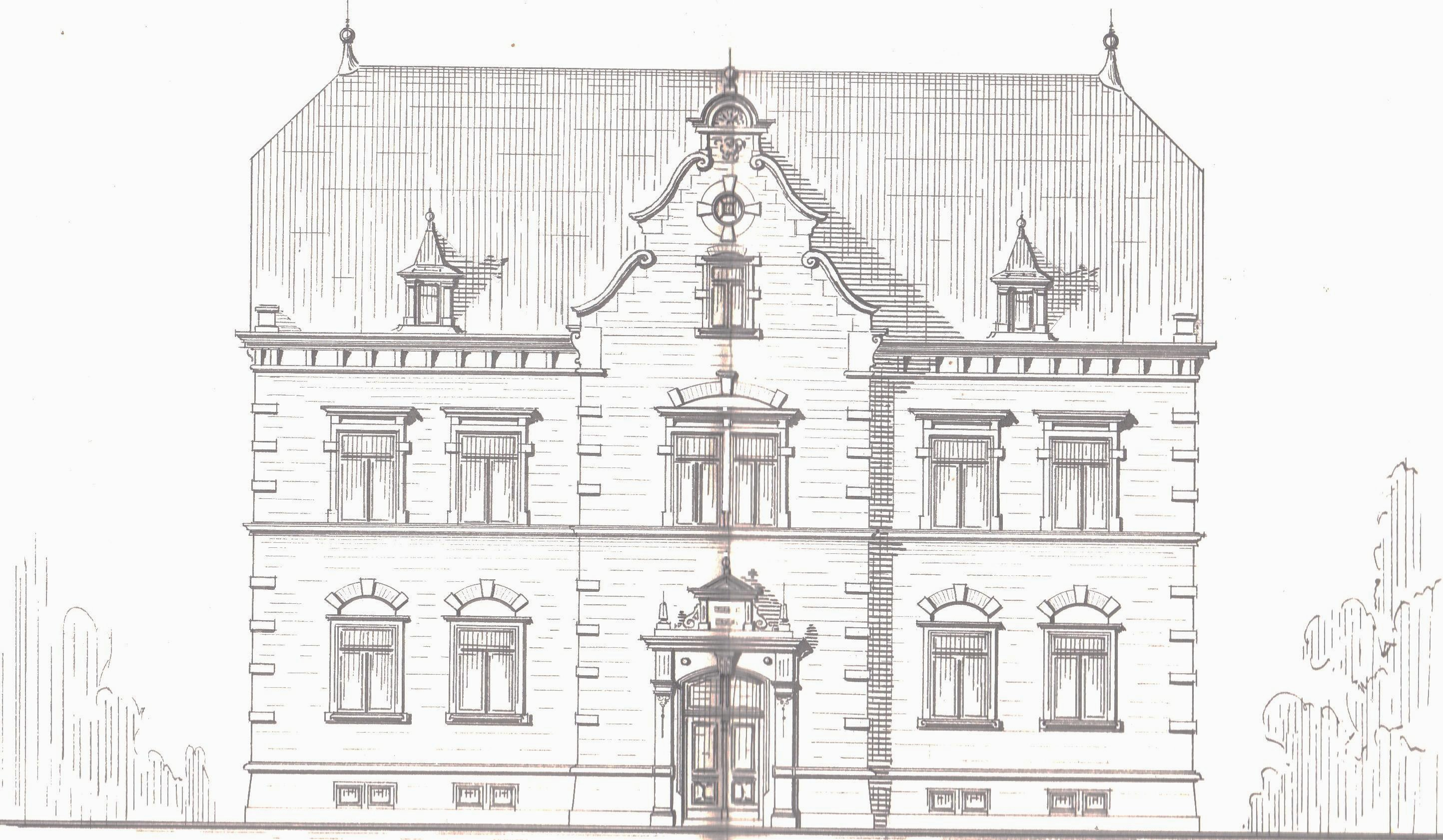
Wohnhaus Johannes Hakenmüllers

Die Anzahl der Rundstühle stieg binnen weniger Monate auf zehn Stück. Dabei griff der Gründer vor allem auf die maschinelle Wirktechnik von Honoré Fouquet zurück. Zuerst auf einen 1861 hergestellten Rundstuhl von Nopper & Fouquet (14 Zoll, 24 Feinheit), später von Fouquet & Frautz, wie einem von Charles Terrot & Söhne aus dem Jahr 1886 (15 Zoll, 26 Feinheit). Um das Jahr 1900 konnte Hakenmüller sein Elternhaus um eine viermal so große Produktionsstätte an der Langen Straße in Tailfingen erweitern.
Zusammen mit zwei anderen Textilfabrikanten, Martin Conzelmann und Johannes Conzelmann zur Rose, betrieb er vor allem für den Abschnitt von Truchtelfingen bis nach Tailfingen den Ausbau der 1899 begonnenen Talgang-Eisenbahn-Strecke von Ebingen nach Onstmettingen, um den Transport der Waren zu beschleunigen und auf die Schiene zu verlagern.
Ehefrau Luise stieg als Kommanditistin bei Hakenmüller ein. Sie bekam mit ihm von 1885 bis 1896 sieben Kinder, fünf Jungen und zwei Mädchen, von denen zwei bereits im frühen Kindesalter starben. Julius (* 1888), Paul (* 1890), Alfred (* 1892) und Karl (* 1895) betätigten sich später selbst als Textilfabrikanten.
Im Jahr 1916 verlieh der Unternehmensgründer seinen beiden ältesten Söhnen Julius und Paul Prokura. Wegen einer unheilbaren Diphtherie ordnete Johannes Hakenmüller sein Vermögen und gründete am 1. Dezember 1916 eine auf seinen Namen lautende Stiftung mit einem Stammkapital von 50.000 Gold-Mark und bewarb sich um den Ehrentitel eines Kommerzienrats. 30.000 Mark waren für soziale Belange von Mitarbeitern seiner Fabrik bestimmt, 10.000 Mark für die kirchliche Armenpflege in Tailfingen und weitere 10.000 Mark für allgemeine lokale Wohlfahrtszwecke. Die Aufsicht wurde dem Tailfinger Gemeinderat übertragen.
Am 25. Februar 1917 wurde Hakenmüller das Wilhelmskreuz verliehen. Besonderes Anliegen des Stiftungsgründers war, dass der soziale Standard seiner in den Krieg abgezogenen Mitarbeiter wie auch der Tailfinger Bevölkerung bewahrt blieb, was dann zuerst den aus dem Ersten Weltkrieg heimkehrenden Bürgern und dem Roten Kreuz zugutekam. 20 Beschäftigte seiner Firma waren im Ersten Weltkrieg gefallen.
Der Ortschaftsrat von Tailfingen zögerte solange mit dem geplanten Bau eines Freibads, bis dass das dafür noch vorhandene Stiftungsgeld durch die Inflation von 1923 aufgezehrt wurde.

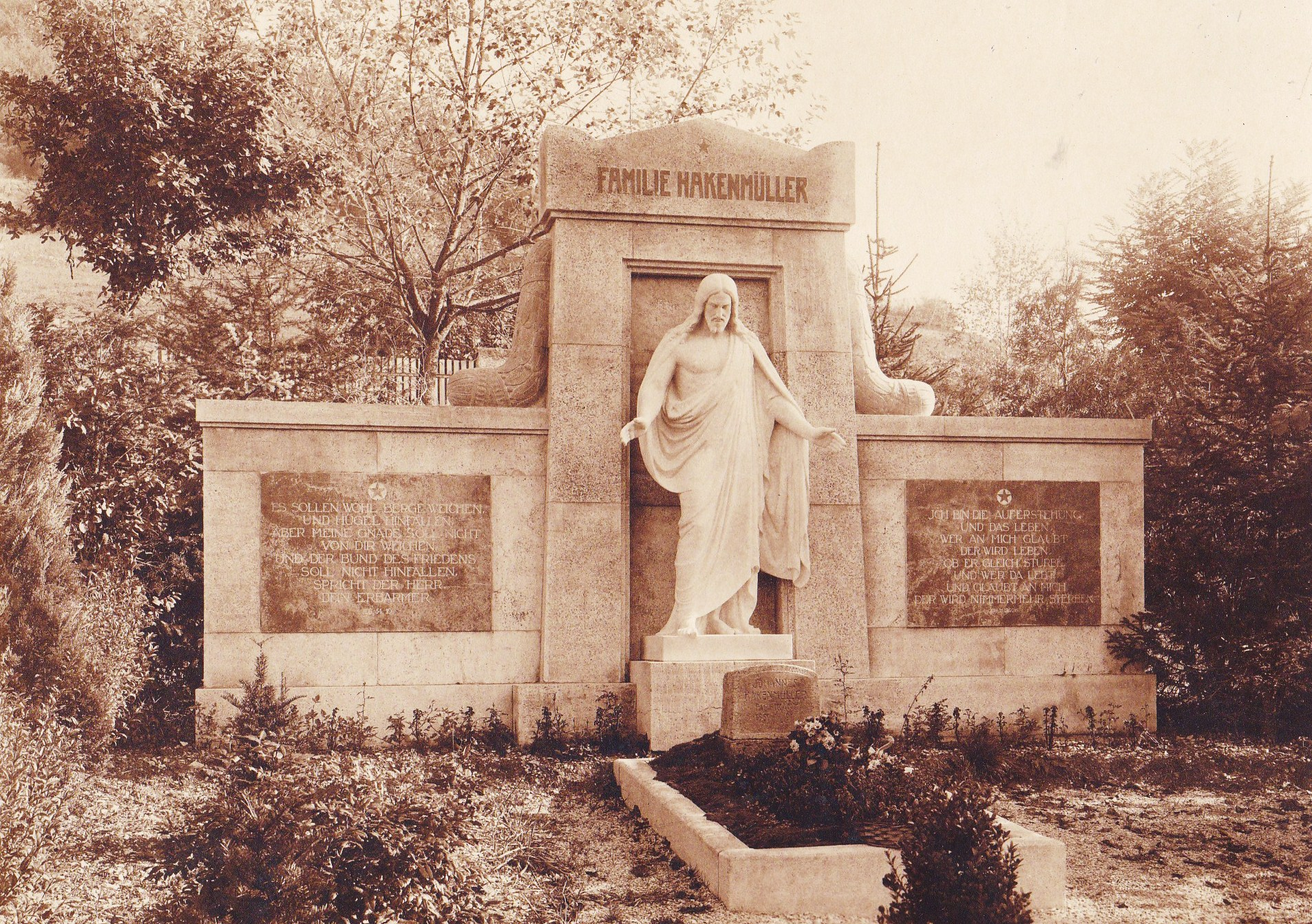
Von Johannes Hakenmüllers Sohn Julius angelegtes, heute denkmalgeschütztes Familiengrab

Der Tailfinger Bürgermeister Hufnagel hielt bei Johannes Hakenmüllers Begräbnis am 2. Mai 1917 die Trauerrede.
Im Jahr 1910 errichtete Hakenmüller in Albstadt-Onstmettingen an der Bodelschwingstraße an Stelle des Bauernhauses im Ried ein weiteres Fabrikgebäude, in dem er vor allem Unterwäsche nähen ließ.